# Museo de arqueología y etnología
Un museo de arqueología y etnología es una institución que investiga, conserva, expone e informa acerca de piezas de arqueología y etnología. Su doble temática es frecuente ya que las dos disciplinas están notoriamente relacionadas. Una variante del nombre es museo arqueológico y etnológico

## Museos de arqueología y etnología
- Museos arqueológicos
- Museos etnográficos

- Datos: Q6033827